# 阿维翁 (奥伦塞省)
阿维翁，是西班牙加利西亚自治区奥伦塞省的一个市镇。总面积121平方公里，总人口2775人（2001年），人口密度23人/平方公里。